# Toyen
Marie Čermínová (Praga, 21 de setembre de 1902 – París, 9 de novembre de 1980), més coneguda com a Toyen, va ser una pintora, delineant i il·lustradora txeca, membre del moviment surrealista. És una de les personalitats més importants de la cultura txeca i de la avantguarda del segle xx.
Residí a París durant gran part de la seva vida, on va ser pionera en l'artificialisme pictòric i va exercir una forta influència sobre la pintura txeca, ja que enviava cada any obres seves per a exposicions a Praga. Va formar part d'un important grup de surrealistes entre els que hi havia André Breton, Vítězslav Nezval o Benjamin Péret.
És reconeguda també per haver explorat temes de gènere en el seu art, i pel seu rebuig als estereotips de gènere i sexualitat.